# كريستيان ينسن لوفتهوس
كريستيان ينسن لوفتهوس (15 مايو 1750 – 13 يونيو 1797) كان مزارعاً بارزاً من ريسور، النرويج. بين عامي 1786 و1787، قاد ثورة كبيرة للفلاحين في النرويج والتي أصبحت تعرف باسم Lofthusereisingen.

## السيرة الذاتية
ولوفتهوس هو من مواليد ريسور في مقاطعة نيدينيس، النرويج. كان ابن أم غير متزوجة من عائلة زراعية محلية وأب ذو مكانة اجتماعية أعلى وبدأ حياته كمزارع في مزرعة لوفتهوس في فيستر مولاند خارج ليليساند مباشرة. وسرعان ما صار لديه أيضا اهتمام بمصنع لنشر الخشب ويعمل في الشحن والتجارة وكان قد سافر كربان إلى كل من الدنمارك و‌بريطانيا العظمى. في وقت لاحق، كان يحاكم ويدمر لانتهاكه القيود التجارية، أصبح صريحاً ضد الاختلافات الاجتماعية التي يرى أنها أصل مشاكله. وسرعان ما أصبح زعيماً للمزارعين المحليين.
في يونيو 1786، قدم شكوى خطية إلى ولي العهد فريدريك الذي كان حاكما للدنمارك في ذلك الوقت. وفي ذلك الوقت، كانت القرية قد أختارت لوفتوس كمبعوث يضم قائمة بالمتظلمين نيابة عن عامة أفراد المجتمع. وكانت معظم الشكاوى تتعلق بمطالب كبيرة لدفع مقابل أعمال رسمية. كما اشتكت من أن المسؤولين طالبوا بالضرائب المرتفعة بشكل مفرط. فضلا عن ذلك فقد كان المزارعون راغبين في إلغاء إحتكار الحبوب في الدنمارك وتحرير تجارة الأخشاب.
وكان لوفتهوس قد اجتمع مع ولي العهد مرتين في يونيو ويوليو 1786، وكان قد أُعطي، من خلال روايته الخاصة، تفويضا ملكيا بالعودة إلى الديار لتوثيق الشكاوى. خلال السنوات الأولى من ولاية فريدريك، أعطى دعمه للإصلاحات الليبرالية التي تضمن الكثير منها تدابير زراعية. وعندما عاد لوفتهوس إلى ريسور، ادعى أنه نجح في مطالبه. وكرر ذلك عدة مرات، وفي كل مرة كان يحمل المزيد من التوقيعات على الشكاوى والالتماسات. عندما فشلت محاولة القبض عليه، ثار الفلاحون المسلحون في 2 أكتوبر 1786، مما أجبر المسؤولين المحليين على منح الحصانة للوفتهوس.
وما تلا ذلك هو التهديدات المتعددة بالصراع المسلح، والانتفاضات المسلحة المحلية، والتحقيقات الرسمية (التي تؤكد العديد من الشكاوى المقدمة من لوفتهوس)، وإلقاء القبض في نهاية المطاف على لوفتهوس في 15 مارس 1787. دافع إينيفولد فالسن (1755-1808)، وهو محام وأب للكاتب الدستوري النرويجي المستقبلي كريستيان ماغنوس فالسن، عن لوفتهوس في المحاكمة التي تلت ذلك. ومع ذلك، في عام 1792 تلقى لوفتهوس عقوبة الأشغال الشاقة المؤبَّدة. توفي بسكتة دماغية بعد عشر سنوات من الأسر في قلعة أكرشوس في كريستيانيا.

## وصلات خارجية
- Google books